# Кливланд (окръг, Северна Каролина)
Вижте пояснителната страница за други значения на Кливланд.
Окръг Кливланд (на английски: Cleveland County) е окръг в щата Северна Каролина, Съединени американски щати. Площта му е 1215 km², а населението – 97 144 души (2016). Административен център е град Шелби.